# Vagón de contenedores apilados
Un vagón de contenedores apilados, también conocido como vagón pozo (del inglés "well car"; por la posición rebajada de la plataforma entre los bogies), vagón de doble apilamiento o vagón intermodal/vagón portacontenedores, es un tipo de material remolcado de ferrocarril específicamente diseñado para transportar contenedores (especialmente contenedores marítimos) utilizados en el transporte intermodal de mercancías. El pozo es una sección de la plataforma de carga deprimida, situada entre los ejes de las ruedas del vagón a escasa distancia de los rieles, lo que permite optimizar el gálibo vertical disponible para poder transportar cargas de mayor altura que en un vagón plataforma tradicional. Este diseño a su vez hace posible transportar contenedores apilados de dos en dos (transporte ferroviario de doble apilamiento) en aquellas líneas en las que el gálibo de las estructuras asegure suficiente espacio libre.
El contenedor superior se asegura al contenedor inferior ya sea mediante un mamparo integrado en el vagón (por ejemplo, cuando los contenedores inferior y superior tienen las mismas dimensiones de 40 pies) o mediante el uso de conectores entre las cajas (IBC). Se necesitan cuatro conectores IBC por cada vagón pozo. En el proceso de un tren que llega cargado, descarga los contenedores, y sale cargado de nuevo, se verifica un proceso en cuatro fases: (1) desbloquear el contenedor superior del tren entrante para descargarlo; (2) liberar y descargar el contenedor inferior; (3) fijar después de cargar el contenedor inferior del tren saliente; y finalmente (4) bloquear el contenedor superior después de cargarlo.
Las ventajas de usar vagones pozo incluyen una mayor estabilidad debido al centro de gravedad más bajo de la carga, una tara proporcionalmente más baja y, en el caso de unidades articuladas, una mejor inscripción en las curvas.
Los vagones pozo son más comunes en América del Norte y Australia, donde el tráfico intermodal es intenso y la electrificación está menos extendida. Por lo tanto, el espacio libre por encima de la carga suele tener menos limitaciones. En la India, el apilamiento doble de contenedores se realiza en vagones plataforma (sin pozo) en algunas líneas en las que se ha elevado el hilo de contacto eléctrico de la catenaria a una altura sobre el carril de 7,45 m (24 pies 5 1⁄4 pulgadas), valiéndose además de que el amplio ancho de vía indio (de 1676 mm; 5 pies 6 pulgadas) permite adoptar cargas de más altura mientras su centro de gravedad se mantiene suficientemente equilibrado.

## Historia

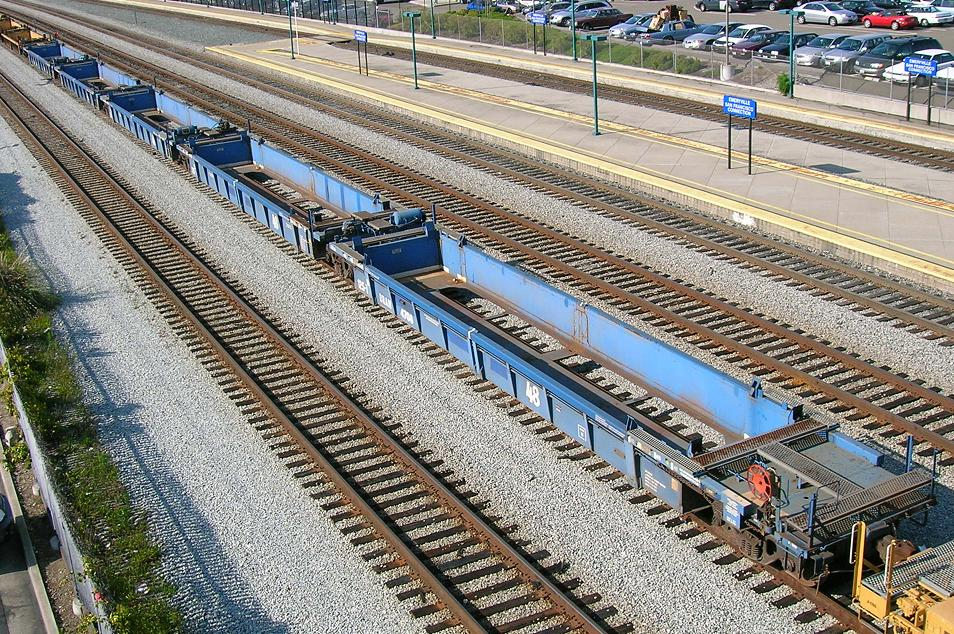
Un vehículo articulado de unidades múltiples, formado por cinco vagones pozo de 48 ft cada uno. Este fue construido por Thrall y es propiedad de Pacer Stacktrain. Debe tenerse en cuenta que no tiene fondo, lo que lo haría inadecuado para llevar semirremolques de carretera

Southern Pacific Railroad (SP), junto con Malcom McLean, diseñaron el primer vagón intermodal para doble apilamiento de contenedores en 1977. Posteriormente, SP encargó la construcción de estos vagones a ACF Industries ese mismo año. Tras un comienzo prometedor, la idea tardó en convertirse en un estándar de la industria, pero a partir de 1984, American President Lines comenzó a trabajar con Thrall Company para desarrollar un vagón mejorado, y llegó a un acuerdo con Unión Pacific para operar un servicio de trenes utilizando los nuevos vagones pozo. Ese mismo año, el primer tren de doble apilameinto salió de Los Ángeles hacia South Kearny (Nueva Jersey), bajo el nombre de servicio ferroviario Stacktrain. Durante su recorrido, el tren se transfirió primero de UP a CNW, y después de CNW a Conrail, para completar el trayecto de costa a costa de los Estados Unidos.

## Vagones de unidades múltiples
Cada unidad de un vagón de doble apilamiento suele tener un solo pozo, pero a menudo también se construyen unidades múltiples en las que se combinan entre tres y cinco vagones, unidos mediante conectores articulados situados entre las placas centrales (a menudo con capacidad conjunta de 125 toneladas cortas, 112 toneladas largas o 113 toneladas; aunque también existen de 150 toneladas cortas, 134 toneladas largas o 136 toneladas).
Además, en algunos casos se conectan varios vagones de un solo pozo (generalmente entre 3 y 5) mediante barras de tiro, de forma que la unidad conjunta posee una única identificación.
En ambos tipos de vagones de unidades múltiples, las unidades se marcan generalmente con letras, siendo la unidad en un extremo la unidad "A" y la unidad en el otro extremo es la unidad "B". Las unidades intermedias están etiquetadas comenzando con "C" y subiendo hasta "E" para conjuntos de cinco unidades, comenzando desde la unidad "B" y aumentando hacia la unidad "A".

## Capacidad de carga
Los vagones de doble apilamiento pueden ser de distintas dimensiones, relacionadas con los tamaños estándar de los contenedores intermodales para los que están diseñados. Las longitudes del pozo de 40 pies (12,19 m), 48 pies (14,63 m) y 53 pies (16,15 m) son las más comunes. También existen pozos de 45 pies (13,72 m) e incluso de 56 pies (17,07 m). Los tamaños de los pozos se marcan con frecuencia en letras grandes en los costados de los vagones para facilitar a los trabajadores de las estaciones de clasificación a ubicar el vagón adecuado para cada tipo de contenedor.
Cuando se trabaja con contenedores de 40 pies, 45 pies, 48 pies o 53 pies, los más grandes (45 pies o más) a menudo se colocan encima de contenedores más pequeños que caben en los pozos disponibles, con el fin de usar eficientemente todo el espacio disponible. Todos los pozos también pueden transportar dos contenedores ISO de 20 pies en la posición inferior.
Algunos vagones de doble apilamiento están equipados con enganches de acoplamiento de quinta rueda, lo que les permiten transportar semirremolques de carretera así como contenedores, y se conocen como vagones pozo "para todo uso".
Los vagones pozo articulados suelen tener una capacidad de 120 000 lb (54 431 kg) por pozo. Como los límites de peso de las carreteras en los Estados Unidos restringen la mayoría de los contenedores a menos de 60 000 lb (27 215,5 kg), lo que resulta adecuado para disponer dos contenedores apilados. Algunos vagones de pozo único tienen capacidad para dos contenedores de 32 500 kg (71 650,3 lb) totalmente cargados.

## Vagón pozoEcono StackoTwin Stack
Los vagones pozo Econo Stack (una marca de Gunderson) son una variación del tipo convencional, y su propósito principal es dar más soporte a los contenedores doblemente apilados. Su desventaja es que no permiten apilar contenedores de 53 pies en la parte superior, pero tienen capacidad para los contenedores de 45 pies, que sí pueden apilarse en la parte superior.

## Uso

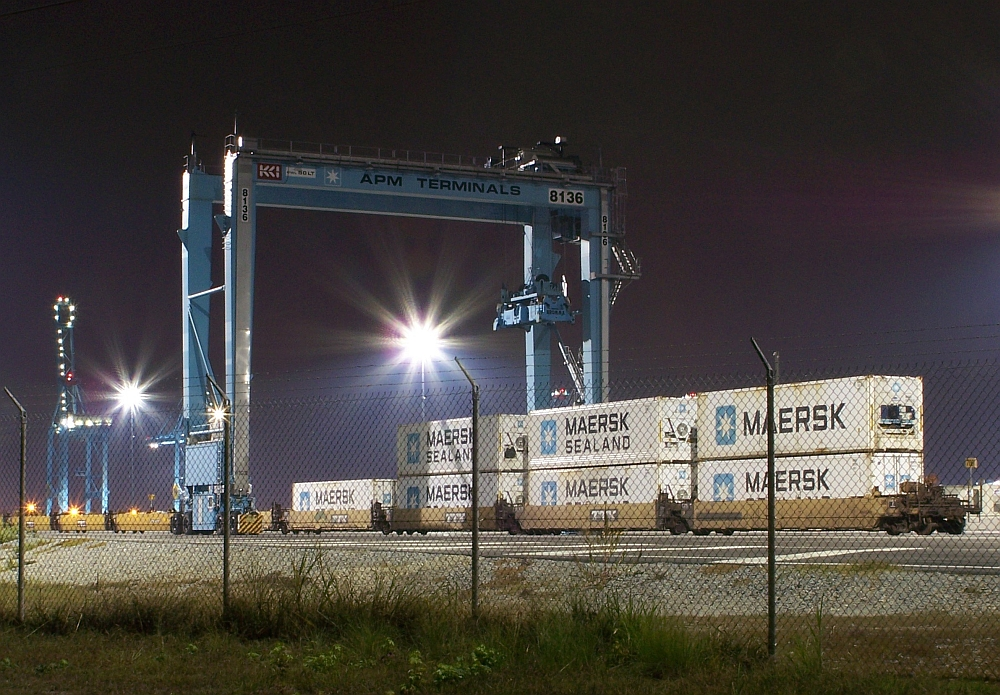
Carga de trenes de contenedores de dos pisos en la terminal APM de Portsmouth, en Virginia

- Australia: los trenes de dos pilas operan entre Perth, Adelaida, Darwin y Parkes[9] con altura máxima autorizada de 6,5 m (21' 329/32").[10] A partir de 2021, el Inland Railway entre Melbourne y Brisbane se estaba construyendo para la operación de trenes de doble apilamiento utilizando vagones pozo.[11]

- China: dispone de trenes de contenedores de doble altura aptos para circular en líneas electrificadas a 25 kV CA.[12] utilizando vagones pozo tipo X2H y X2K fabricados por CRRC.[13] Las pruebas iniciales se realizaron con un contenedor estándar de 8 pies 6 pulgadas (2,6 m) de alto y un contenedor de altura reducida de 8 pies 0 pulgadas (2,4 m) en la parte superior, que después se aumentó a uno de 9 pies 6 plg (2,9 m) de alto y un contenedor estándar de 8 pies 6 pulgadas (2,6 m) en la parte superior. Incluso después de aumentar la altura del cable de contacto eléctrico, no es posible utilizar en las líneas electrificadas dos contenedores apilados de 9 pies 6 pulgadas (2,9 m) cada uno (de cubo alto), incluso empleando vagones pozo.< ref nombre=cont/>

- Kenia: El Ferrocarril de vía estándar Mombasa–Nairobi opera trenes de doble apilamiento utilizando vagones pozo tipo X2K fabricados por CRRC.[14] Los primeros trenes de este tipo se lanzaron el 1 de octubre de 2018.[15]

- Panamá: El Ferrocarril del Canal de Panamá opera trenes de doble apilamiento utilizando vagones pozo fabricados por Gunderson Inc.
- Arabia Saudita: Saudi Railways Organization dispone de la línea hasta Dammam, adecuada para el transporte de contenedores apilados en dos alturas.[16]
- Reino Unido: Los pequeños gálibos disponibles en el Reino Unido y, en consecuencia, los reducidos calibres de carga de los ferrocarriles británicos, significan que es necesario emplear vagones pozo intermodales para poder transportar contenedores de 9 pies 6 plg (2,9 m) de alto en rutas donde el calibre de carga es W9 o más pequeño.

## Puntos de estrangulamiento
Los puentes bajos y los túneles angostos en varios lugares impiden la operación de trenes con doble apilamiento, y para solventar este problema, con frecuencia es necesario realizar costosas obras de mejora. Algunas compañías de ferrocarril Clase I en los EE. UU. han iniciado programas de mejora para eliminar los obstáculos que impiden el empleo de trenes de dos pisos de contenedores, como el Heartland Corridor (del Norfolk Southern Railway) y el National Gateway (de CSX Transportation).